# Gyronycha valens
Gyronycha valens är en skalbaggsart som beskrevs av Thomas Casey 1893. Gyronycha valens ingår i släktet Gyronycha och familjen kortvingar. Inga underarter finns listade i Catalogue of Life.